# 愛的時刻自選輯
《愛的時刻自選輯》（英語：Love Moments）是蕭敬騰的首張自選翻唱專輯，同時也是為其個人首場售票演唱會「蕭敬騰 洛克先生Mr. Rock演唱會」熱身而推出的專輯，2009年11月13日由華納音樂發行。專輯由阿弟仔擔任製作人，全程在錄音室以Live Band方式錄製，專輯中10首歌曲都是天后歌手紅極一時的經典曲目，包括孫燕姿的〈我懷念的〉、蔡依林〈倒帶〉、王菲〈開到荼靡〉、莫文蔚〈如果沒有你〉、蔡健雅〈記念〉、張惠妹〈記得〉、那英〈夢一場〉、順子〈寫一首歌〉和江蕙的台語歌〈無言花〉，首波主打歌曲萬芳的〈新不了情〉是2007年蕭敬騰在超級星光大道挑戰失敗的歌曲。

## 曲目
| 曲序 | 曲目       |              | 作曲      | 编曲          | 备注                    | 时长 |
| ---- | ---------- | ------------ | --------- | ------------- | ----------------------- | ---- |
| 1.   | 開到荼蘼   | 林夕         | C.Y. Kong | 梯依恩        | 原唱：王菲              | 4:57 |
| 2.   | 新不了情   | 黃鬱         | 鮑比達    | 吳慶隆 廖偉傑 | 首波主打 原唱：萬芳     | 4:24 |
| 3.   | 如果沒有你 | 李焯雄       | 左安安    | 黃雨勳        | 原唱：莫文蔚            | 4:38 |
| 4.   | 夢一場     | 袁惟仁       | 袁惟仁    | 小毛@輕鬆玩   | 原唱：那英              | 3:49 |
| 5.   | 無言花     | 陳黎鐘       | 陳小霞    | 林於賢        | 第三波主打 原唱：江蕙   | 4:27 |
| 6.   | 我懷念的   | 姚若龍       | 李偲菘    | 黃雨勳        | 原唱：孫燕姿            | 5:02 |
| 7.   | 記念       | 姚謙         | 蔡健雅    | 廖偉傑        | 原唱：蔡健雅            | 3:50 |
| 8.   | 寫一首歌   | 順子 Jeff C. | 順子      | 小毛@輕鬆玩   | 原唱：順子              | 4:57 |
| 9.   | 記得       | 易家揚       | 林俊傑    | 黃雨勳        | 原唱：張惠妹            | 4:56 |
| 10.  | 倒帶       | 方文山       | 周杰倫    | 廖偉傑        | 第二波主打 原唱：蔡依林 | 4:36 |

## 音樂錄影帶
- 2009年10月30日《新不了情》導演：陳映之
- 2009年11月10日《倒帶》導演：陳映之
- 2009年11月27日《無言花》

## 宣傳活動

### 發片簽唱會
- 2009年11月14日 高雄 漢神百貨
- 2009年11月14日 台中 廣三百貨
- 2009年11月15日 台北 聯合醫院
- 2009年11月21日 台南 南方公園
- 2009年11月22日 新竹 新光三越百貨
- 2009年11月28日 台南 德安百貨

## 銷售記錄

### 台灣
- G-music （页面存档备份，存于）

發行首週華語榜（銷售比20.47%）與綜合榜（銷售比9.88%）冠軍
- 五大金榜

發行首週華語榜冠軍（銷售比42.62 %）
- 佳佳唱片 （页面存档备份，存于）

發行首週 華語音樂榜 冠軍
- 光南影音

發行首週 華語哈燒榜 冠軍

### 香港
- HMV[永久] 亞洲大碟榜、國粵語音樂排行榜 雙週冠軍
- 香港唱片商會銷量榜 雙週冠軍

## 音樂排行榜

### 線上音樂
- KKBOX （页面存档备份，存于）

單曲榜週冠軍〈新不了情〉〈開到荼蘼〉〈無言花〉
專輯榜五週冠軍
- ezPeer

專輯榜週冠軍

### 電視廣播
- Channel V音樂飆榜 （页面存档备份，存于） 週冠軍〈新不了情〉
- HITO排行榜 中文榜 三週冠軍〈新不了情〉〈倒帶〉〈無言花〉
- KISS Radio 發燒排行榜 華語榜 週冠軍〈倒帶〉
- ICRT Top 10[永久]中文榜 週冠軍〈新不了情〉
- 中廣 [永久]I Radio 金曲榜 雙週冠軍
- 中國歌曲聯播榜港台榜 週冠軍〈新不了情〉

## 外部連結
- 華納線上音樂雜誌 （页面存档备份，存于）
- 占士邦－蕭敬騰官方網站